# M25戰車運輸車
M25戰車運輸車，是第二次世界大戰時期美國陸軍所開發，專門用於運輸或是拖吊戰車的裝甲運輸車。
暱稱龍式，M25實際上是由M26半拖車與M15四十噸拖車所組成。

## 發展
1942年，為應對越來越大、越重的戰車，美國陸軍開始著手開發四十噸級的戰車用運輸拖車。性能上，陸軍要求越野能力必須比原有的M9二十四輪拖車優秀、比原有的Shelvoke and Drewry 三十噸級八輪拖車更大的運載量，同時需要能夠與Diamond T軍用卡車相容。
新型拖車的設計由位於底特律的Fruehauf Corporation公司負責，由於設計出來的新型拖車所能應付的重量遠比Diamond T軍用卡車的牽引力還大，美國陸軍委託總部位於舊金山的Knuckey Truck Company公司設計更大型的軍用半拖車，以徹底發揮新型拖車的性能。不過因為該公司的生產能力不足以應付陸軍的需求，因此完成的設計交由位於華盛頓州西雅圖的Pacific Car & Foundry Co.公司進行生產。
新設計被Pacific Car公司稱呼為TR-1，由12噸、6x6懸吊的M26半拖車搭載由Hall-Scott公司生產的440型240匹馬力六汽缸汽油引擎（該引擎亦用於部分型號的Diamond T軍用卡車，該型引擎生產了約2100組）。與美國陸軍原有車輛不同的是，M26半拖車的駕駛室配備了輕型的裝甲、一座白朗寧M2重機槍與兩座合計有60噸級的強力絞盤，這種設計讓M26不需要任何額外的人手或保護部隊，只靠本身乘員就可以輕裝在戰區中執行拖吊或運輸任務。
M26還有無裝甲的衍生型，也就是M26A1，由英國實驗性的改裝做為救援拖吊車與拖拉機使用，並證明具有可行性。根據紀錄，M26與M26A1生產了約有1300輛以上。

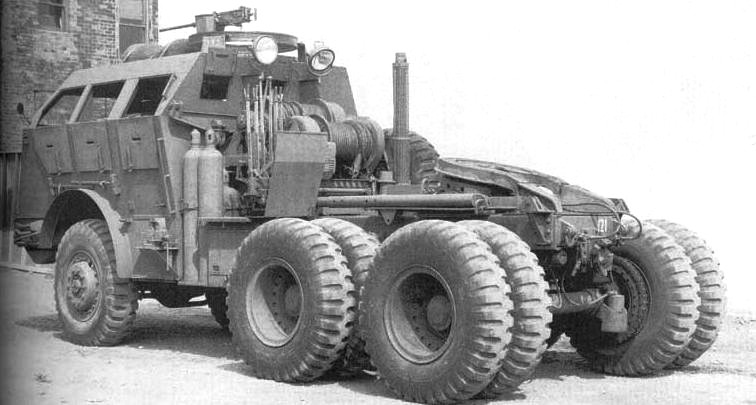
M26半拖車
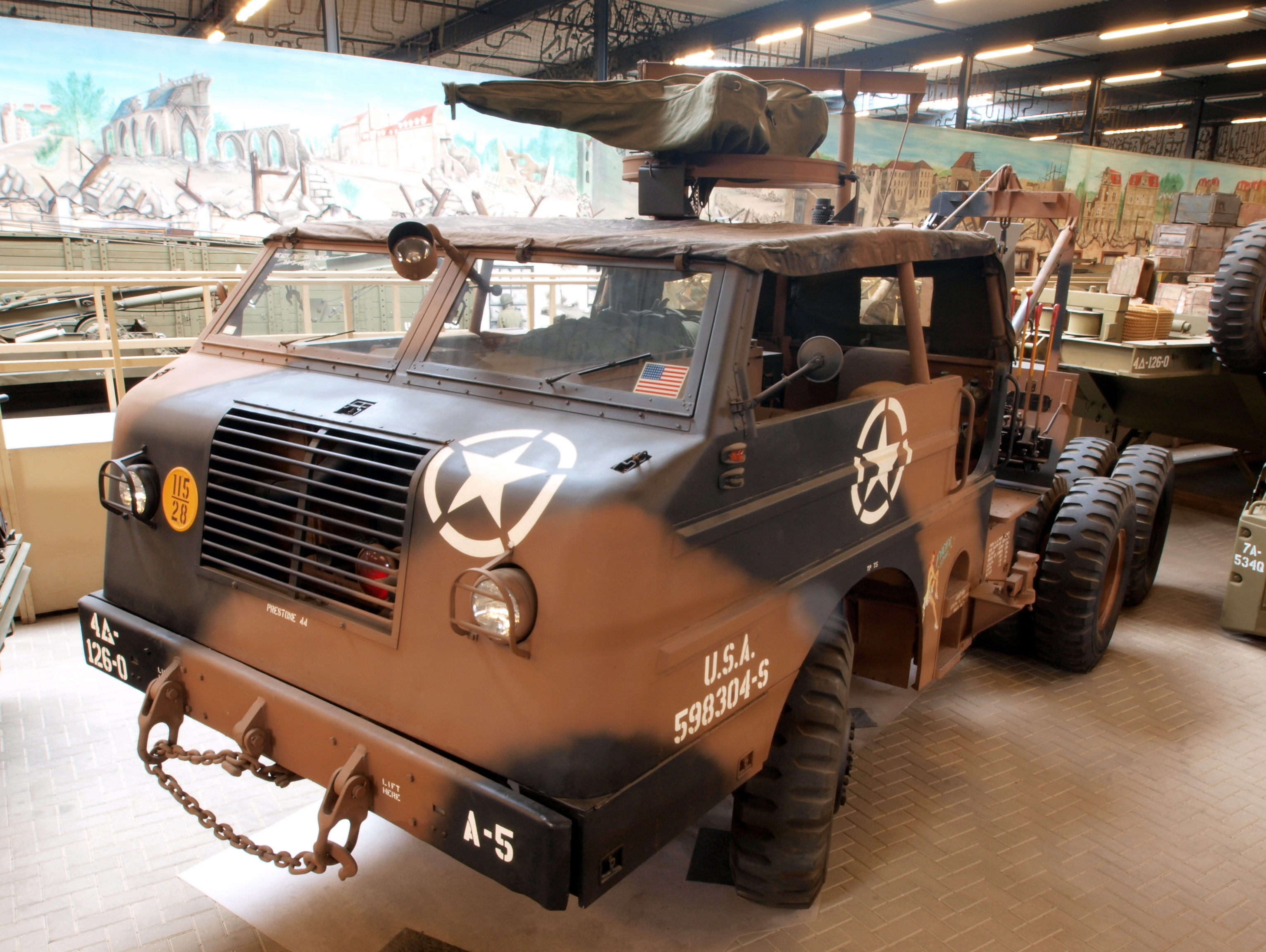
M26A1半拖車
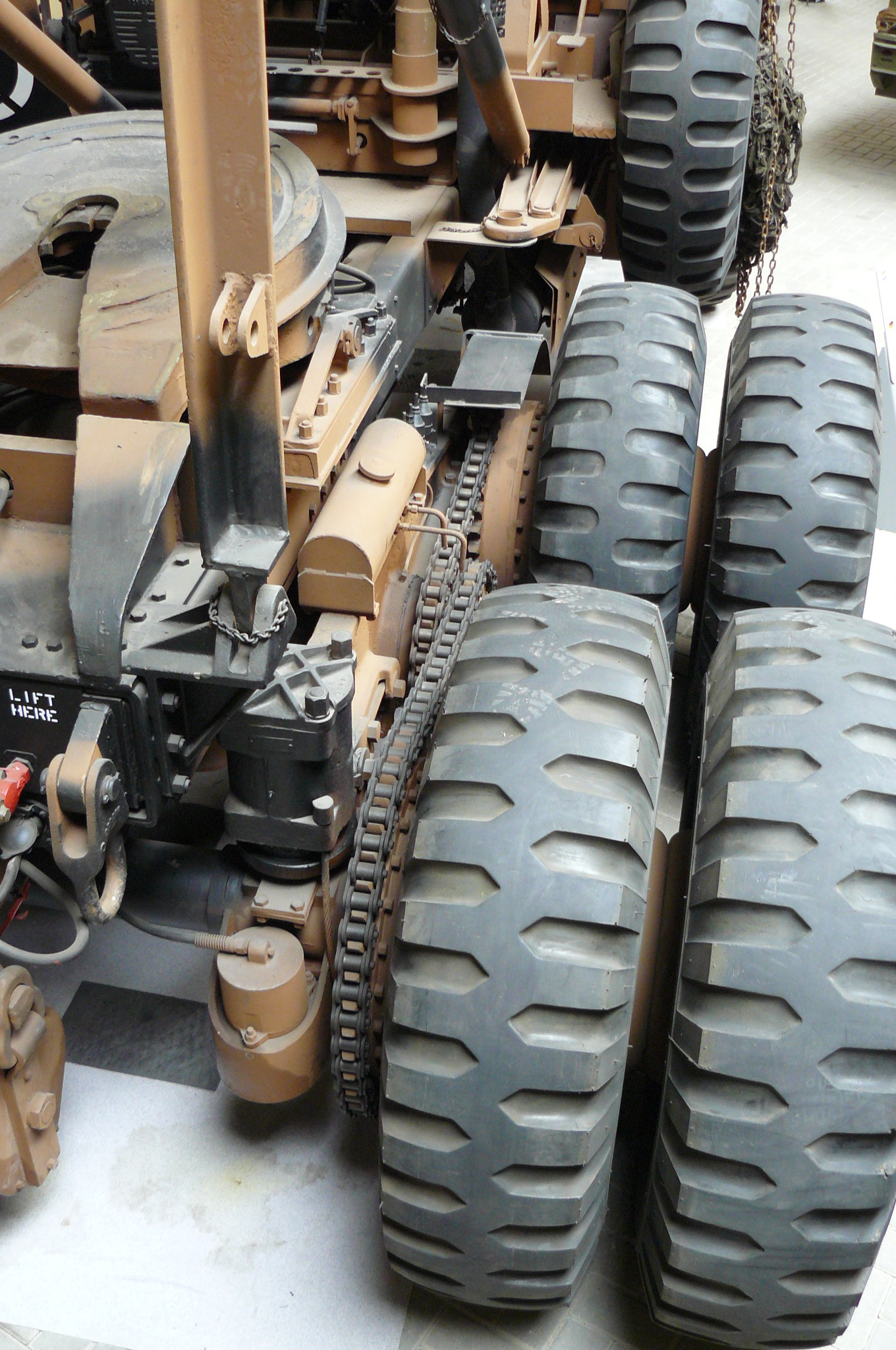
由鐵鍊傳動的驅動系統

## 服役
M26在1944年到1945年間，美軍開始參與歐戰時投入使用。在美軍後勤系統的正式編號上，M26被稱為G160。

## 用戶
- 美国陸軍
- 英国陸軍
- 日本陸上自衛隊

## 外部連結
- Short story of the M26 and pictures of a restored vehicle in 2004
- Article and photo at milweb.net （页面存档备份，存于）
- Scratchbuilt M25 model step-by-step, with pictures and references used （页面存档备份，存于）
- https://web.archive.org/web/20090204121541/http://realmilitaryflix.com/public/378.cfm training film